# Paša
Paša – pierwszy album studyjny serbsko-bośniackiego piosenkarza Rodoljuba "Rokiego" Vulovicia wydany w 1988 roku.

## Lista utworów[1]
| Nr | Tytuł                    | Polskie tłumaczenie          | Czas |
| -- | ------------------------ | ---------------------------- | ---- |
| 1. | „Paša”                   | „Pasza”                      | 2:24 |
| 2. | „Djevojko plave kose”    | „Dziewczyno jasnowłosa”      | 3:41 |
| 3. | „Nemoj skrivati suze”    | „Łez skrywać nie należy”     | 3:43 |
| 4. | „Altijana”               | „Altijana”                   | 3:43 |
| 5. | „Stara Bosna”            | „Stara Bośnia”               | 4:01 |
| 6. | „Posle tvojih poljubaca” | „Po twoich pocałunkach”      | 2:21 |
| 7. | „Zivote moj”             | „Moje życie”                 | 2:53 |
| 8. | „Nije tajna u lepoti”    | „Nie ma sekretu w piękności” | 3:03 |